# Аптека-музей в Рашівці
Апте́ка-музе́й в Ра́шівці — музей історії сільської аптеки розміщується в колишній аптеці, старовинному цегляному будинку в центрі села Рашівка Полтавської області. В музеї представлено більше, ніж сотня експонатів, які розповідають про історію розвитку аптекарської справи в селі від 1892 року. 

## Історія
В Рашівці продажем ліків офіційно стали займатися з 1892 року. Першим завідувачем аптеки був військово-медичний чиновник н.ч. Евгеній Давидовичъ Зеленскій. На той час було три ступені фармацевтичних чиновників: аптекарський помічник, провізор і аптекар. З 1903 року в Рашівці аптекою завідував помічник провізора Минаше Неухов. Кельвассеръ. Сам же провізор Арій Евсеевичъ Плоцкій працював в м. Веприк. В наступні дореволюційні роки завідувачі аптекою змінювались кожні кілька років разом з лікарями. В 1904 році лікарем працював Григ. Григор. Глинскій, завідувачем аптеки - помічник провізора Григорій Позинъ. З 1906 року лікар - Мария Николаевна Лющина. Зав. аптекою - помічник провізора Аврамъ Казаковъ. З 1909-го  лікар - Никол. Фед. Грабилиъ, який квартирував в Рашівці при лікарні. Зав. аптекою - помічник провізора Аврамъ Казаковъ. В 1915 - 1916 роках  лікар - Никол. Фед. Грабилиъ, який також квартирував в Рашівці при лікарні. Зав. аптекою -  аптекарський помічник Бор. Лейбов. Хаимбергъ.
Становлення воєнного комунізму та  радянської влади загальмували розвиток медицини та вільної торгівлі в Рашівці в 1917-1920 рр, призвели до еміграції та примусового виселення, а то й навмисного знищення рашівчан.
В 1920 році в Гадячі діяли спеціальні медичні загони, які об’їжджали села для надання медичної допомоги населенню. Також в цей час у Гадячі відкрито фабрику по виготовленню медичних та дезінфекційних препаратів. 
З утворенням Радянського Союзу почали діяти аптекоуправління. Рашівська  аптека відносилася до відомства Полтавського аптекоуправління. Першим її завідувачем з жовтня 1925 року став Ф. М. Коваленко. Протягом десятиріччя по 1935 рік аптека розміщувалася в будинку по вул. Миру, де зараз функціонує кафе «ВладіАнна». 
Під час німецької окупації Рашівки з 1941 по 1945 рік робота сільської аптеки не припинялася. Аптека діяла в одному з будинків нинішнього психоневрологічного будинку-інтернату (вул. Миру, 30). Безперебійну роботу аптеки підтримувала Левадна Марія Павлівна. 
Після війни з 1945 по 1948 рік аптекою у Рашівці завідував Ботвина Яків Андрійович. Крім сільської рашівської аптеки він також керував діяльністю 5-ти аптечних пунктів: в селах Харківці, Лисівка, Мала Обухівка, Млини, а також в Солдатовому та Круглому хуторах. 
В післявоєнний період розбудови завідувачкою рашівської аптеки була Серафима Остапівна Яловенко, яка пропрацювала тут 33 роки - з 1948 по 1981 рік. І донині вона проживає в будинку, де колись знаходилася аптека - по вул. Миру, 40. За сумлінну роботу відзначена 19-ма подяками, серед яких 2 почесні грамоти та 1 медаль за зразкову працю. Під її керівництвом рашівська аптека першою в Гадяцькому районі виконувала план роботи. 
У 1975 році аптека починає працювати в новому приміщенні – будинку колишньої сільської ради по вул. Кириченка, 1а, де знаходиться і по сьогоднішній день.
З 1981 року по 2021 завідувачкою аптеки працювала Кобізька Людмила Іванівна.
В 2021 році через корупційний скандал ПОКП «Полтавафарм» [Архівовано 9 серпня 2021 у Wayback Machine.] зупинило роботу аптеки №19 в Рашівці. 

## Експозиція
У 2019 році на базі старовинної аптеки створено музей історії сільської аптеки. Експозиція музею нараховує 3  зали.
- Торговий зал.  Огляд музейної експозиції розпочинається з Торгового Залу. Стеля прикрашена ліпниною – круг для люстри, виконана в середині XIX століття. Тут можна придбати лікарські препарати.
- Матеріальна кімната. Другий зал – це колишня матеріальна кімната, де зберігались запаси медикаментів. Тепер тут відтворено вигляд старовинної аптечної лабораторії - виставлено робочий стіл асистента, обладнання для миття та сушіння аптечного посуду, шафи для зберігання медикаментів тощо.
- Кімната історії аптеки в Рашівці. У третій кімнаті виставлено автентичні шафи першої половини XX століття, гербовані штангласи, етикетки, сигнатури, аптечні ваги та ступки, старовинні шприци, пілюльна машина, обладнання для приготування відварів та витягів з трав тощо. На окремій стіні вивішено грамоти та подяки працівникам аптеки. Вітрина зі старовинними фото та зібранням аптечних журналів.

## Галерея

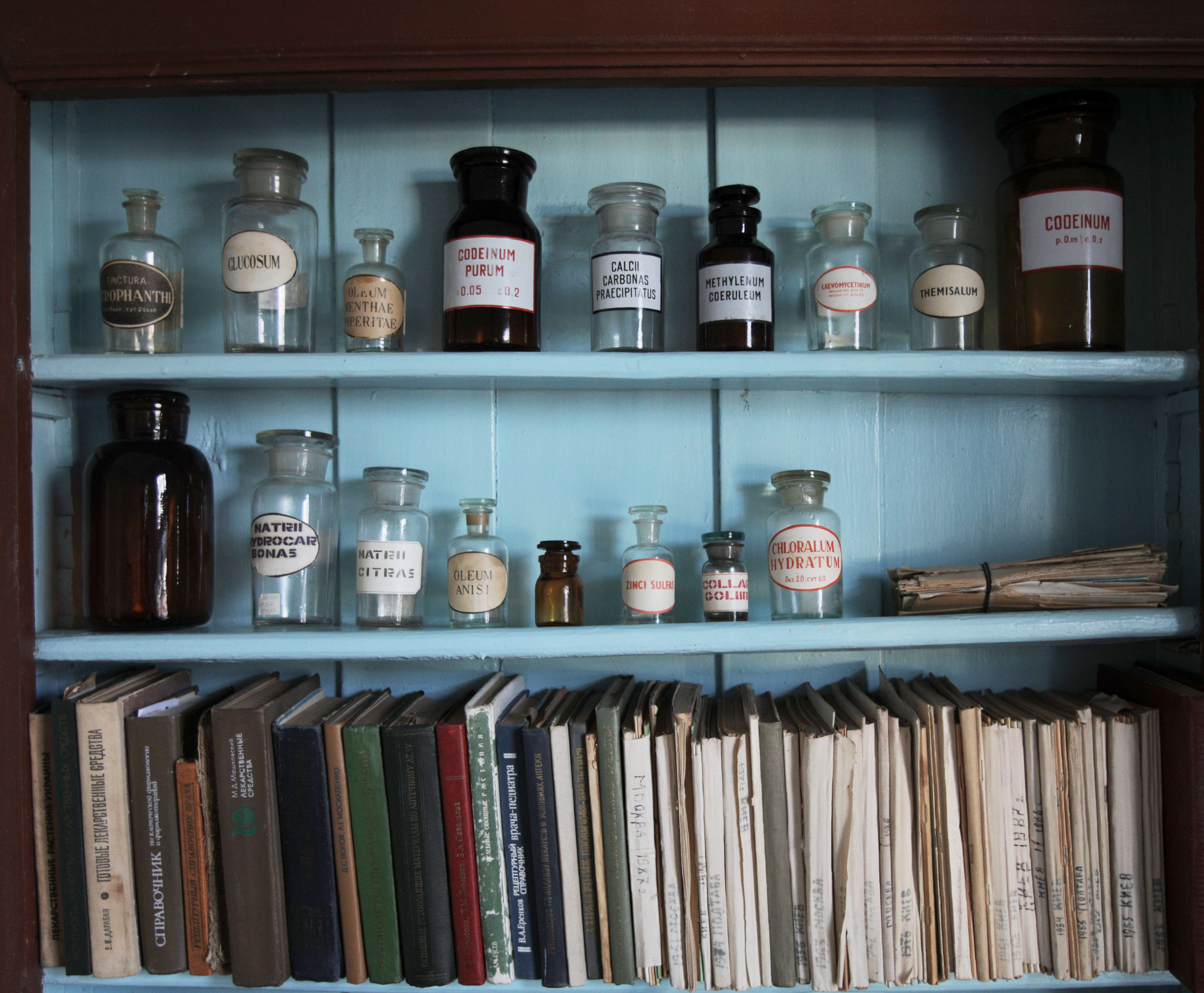
Вітрина середини ХХ століття
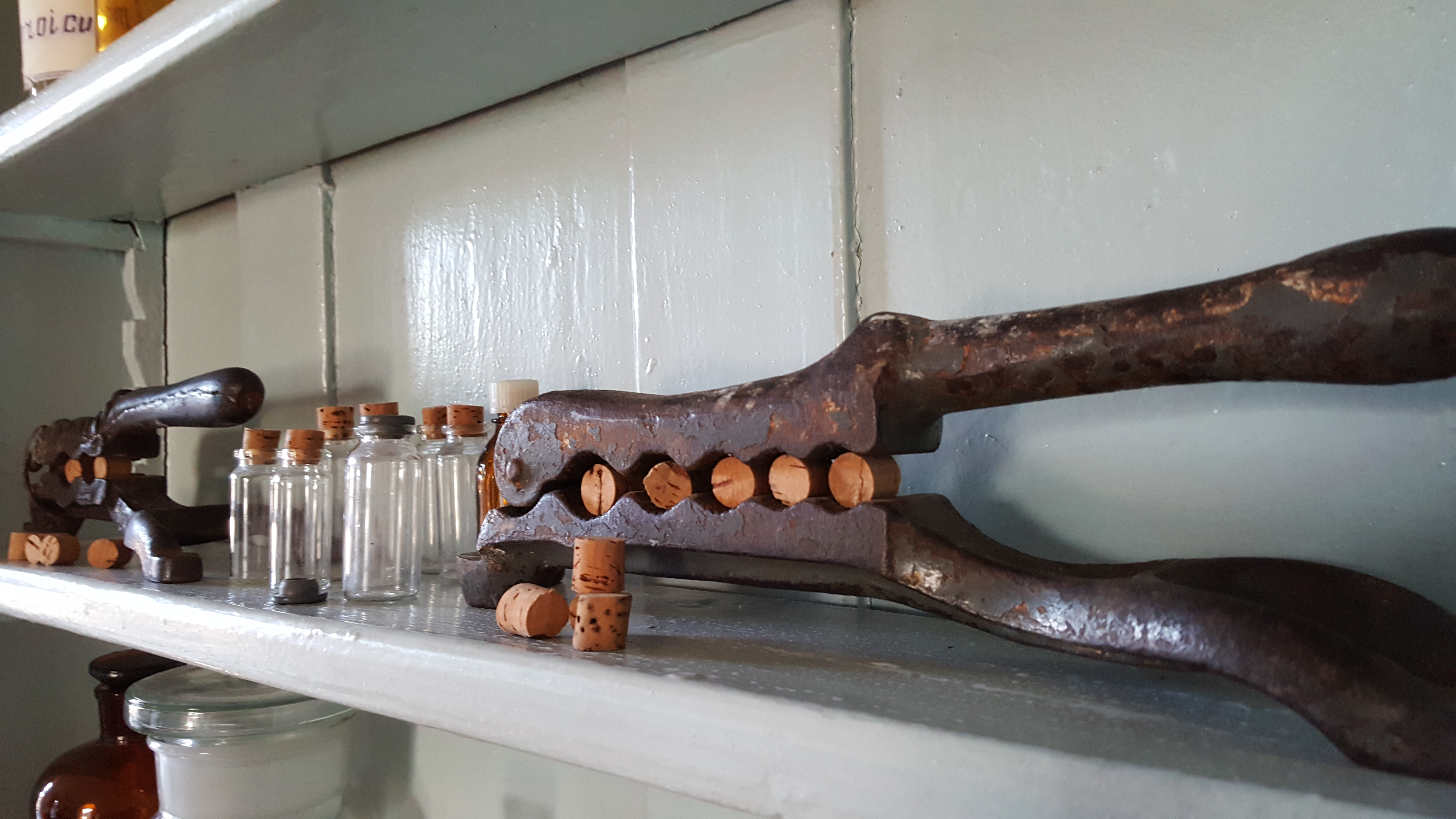
Жим для пробок перша, половина ХХ століття
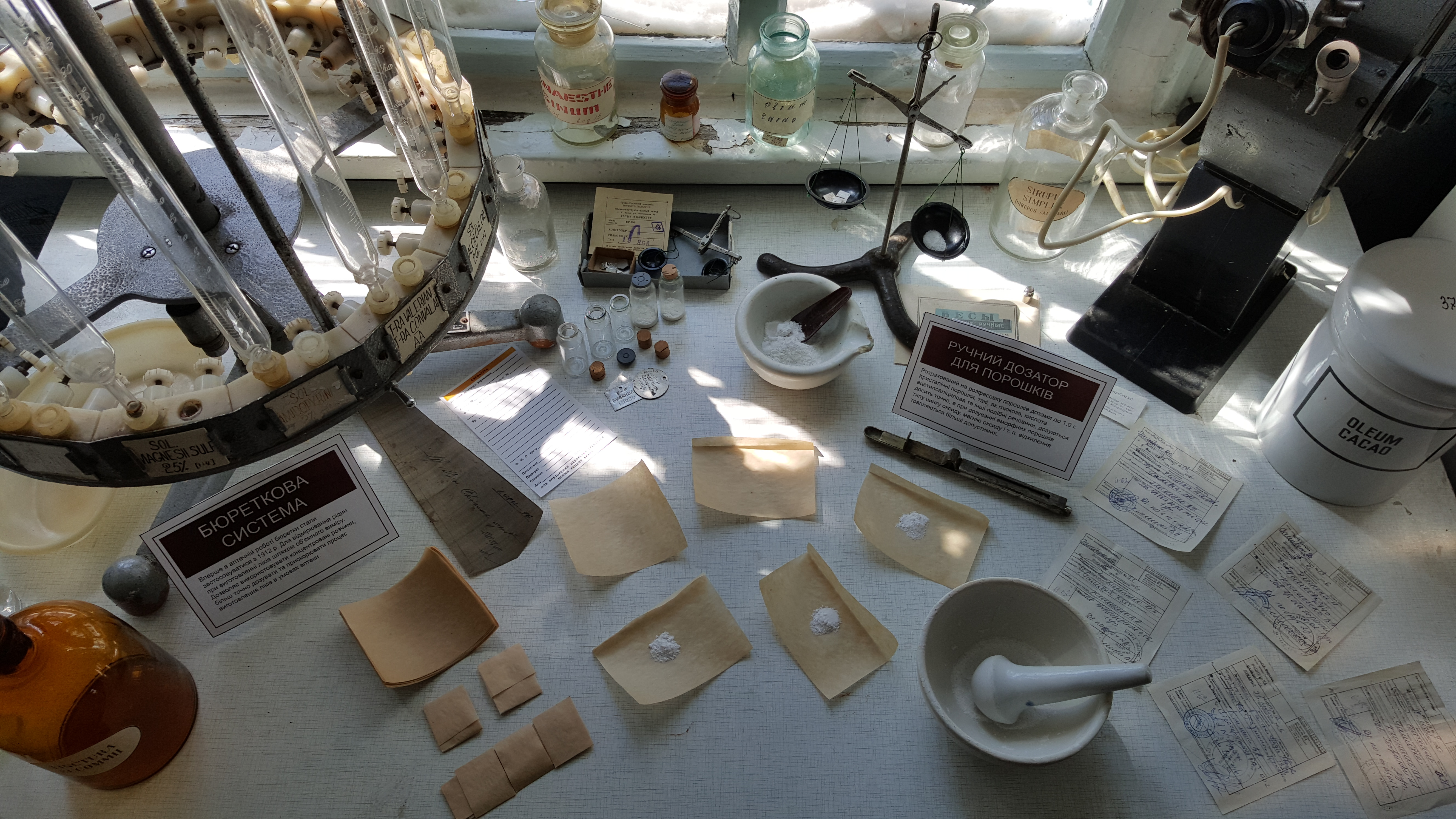
Робоче місце асистента провізора